# Kazak Wikipédia
A Kazak Wikipédia (Kazak nyelven: ) a Wikipédia projekt kazak nyelvű változata, egy internetes enciklopédia. A Kazak Wikipédiának 12 adminja, 164 427 felhasználója van, melyből 311 fő az aktív szerkesztő. A lapok száma (beleértve a szócikkeket, vitalapokat, allapokat és egyéb lapokat is) 648 468, a szerkesztések száma pedig 3 443 422.

## Mérföldkövek
- 2002. június 3. - elindul az oldal
- Jelenlegi szócikkek száma: 226 459 (2020. május 1.)